# Aeroportul Îles-de-la-Madeleine
Aeroportul Îles-de-la-Madeleine (IATA: YGR, ICAO: CYGR) este un aeroport din Les Îles-de-la-Madeleine⁠(d), Urban agglomeration of Les Îles-de-la-Madeleine⁠(d), Gaspésie–Îles-de-la-Madeleine⁠(d), Provincia Québec, Canada ce deservește zona Les Îles-de-la-Madeleine⁠(d).
Situat la o altitudine de 11 m, aeroportul dispune de 2 piste. Este operat de Transport Canada⁠(d).

## Infrastructură

### Piste
Aeroportul dispune de 2 piste. Pista 07/25 are suprafața de asfalt și dimensiunile 1.372 m × 45 m. Pista 16/34 are suprafața de asfalt și dimensiunile 1.097 m × 45 m. 